# Essie Davis
Essie Davis, född 1970 i Hobart, Tasmanien, är en australisk skådespelerska. 
Essie Davis har bland annat uppmärksammats för sin roll som 1920-talsdetektiven Phryne Fisher i den australiensiska TV-serien Miss Fisher's Murder Mysteries (2011-). Hon har även gjort rollen som Maggie i filmerna The Matrix Reloaded (2003) och The Matrix revolutions (2003). 
Essie Davis växte upp i Hobart som dotter till den lokale konstnären George Davis och uppväxten var periodvis fattig. Hon tog examen från teaterhögskolan vid universitetet i Sydney 1992 där hon var klasskamrat med bland andra Cate Blanchett. Hon har verkat som teaterskådespelare sedan 1992 och som film-/TV-skådespelare sedan år 1993. Essie Davis har även medverkat som Catharina Bolmes Vermeer i filmen Flicka med pärlörhänge (2003) samt som Mrs. Arable i filmen Min vän Charlotte och som Cath Carney i storfilmen Australia (2008) där hon spelar dottern till karaktären King Carney spelad av Bryan Brown. Huvudkaraktärena i denna film spelades av Nicole Kidman, Hugh Jackman, även Bruce Spence syns i en biroll. 2011 hade hon en roll i TV-serien Örfilen.
Hon är gift med regissören Justin Kurzel sedan 2002 och har två barn (tvillingar) födda år 2006.